# رابه (نووی کنژواتس)
رابه (به صربی: Rabe) یک منطقهٔ مسکونی در صربستان است که در Novi Kneževac Municipality واقع شده‌است. رابه ۱۳۵ نفر جمعیت دارد.